# Copa del Món de ciclisme
La Copa del Món de ciclisme va ser una competició per a ciclistes professionals creada per la Unió Ciclista Internacional (UCI) que es va disputar entre el 1989 i el 2004. Premiava el millor ciclista en les deu clàssiques d'un dia que formaven part de la competició.
La competició va prendre el relleu del Superprestige Pernod, que es va disputar fins al 1987.

## Precedents

### Challenge Desgrange-Colombo
Entre 1948 i 1958, els diaris L'Équipe, La Gazzetta dello Sport, Het Nieuwsblad-Sportwereld i Les Sports van organitzar una competició on es guardonava el ciclista més complet en base a un sistema de punts que rebien en funció de la seva classificació al Tour de França, el Giro d'Itàlia, la Milà-San Remo, la París-Roubaix, el Tour de Flandes, la Fletxa Valona, la París-Brussel·les, la París-Tours i la Volta a Llombardia. El 1949 s'afegí a la competició la Volta a Suïssa, el 1951 la Lieja-Bastogne-Lieja i el 1958 la Volta a Espanya.

### Super Prestige Pernod International
Desavinences entre els organitzadors de la Challenge Desgrange-Colombo portaren a la desaparició de la competició el 1958, que va ressorgir l'any següent amb el nom de Super Prestige Pernod International i amb la incorporació de més proves puntuables. El premi s'atorgà fins a l'any 1987, quan es prohibí a França l'esponsorització de begudes alcohòliques, inclosa Pernod.

## La Copa del Món de ciclisme
En la seva primera edició, les proves que integraven la Copa del Món eren la Milà-Sanremo, el Tour de Flandes, la París-Roubaix, l'Amstel Gold Race, la Lieja-Bastogne-Lieja, la Wincanton Classic, el Gran Premi de les Amèriques, la Clàssica de Sant Sebastià, la Züri-Metzgete, el Gran Premi de la Libération (Contrarellotge per equips), la París-Tours i el Giro di Lombardia.
Posteriorment, la composició de les clàssiques que l'han integrat ha variat amb els anys. Això ha fet que n'hagin format part el Gran Premi de les Nacions, el Gran Premi de Frankfurt, o la Japan Cup. La darrera competició (2004) estava formada per les següents proves:
- Milà-San Remo (Itàlia) (març)
- Tour de Flandes (Bèlgica) (abril)
- París-Roubaix (França) (abril)
- Amstel Gold Race (Països Baixos) (abril)
- Lieja-Bastogne-Lieja (Bèlgica) (abril)
- HEW Cyclassics (Alemanya) (agost)
- Clàssica de Sant Sebastià (Espanya-País Basc) (agost)
- Campionat de Zúric (Suïssa) (agost)
- París-Tours (França) (octubre)
- Volta a Llombardia (Itàlia) (octubre)

La competició va ser substituïda l'any 2005 per l'UCI ProTour.

### Palmarès
| Any  | Vencedor           | Segon            | Tercer               | Millor equip             |
| 1989 | Sean Kelly         | Tony Rominger    | Rolf Sørensen        | PDM-Concorde             |
| 1990 | Gianni Bugno       | Rudy Dhaenens    | Sean Kelly           | PDM-Concorde             |
| 1991 | Maurizio Fondriest | Laurent Jalabert | Rolf Sørensen        | Panasonic                |
| 1992 | Olaf Ludwig        | Tony Rominger    | Davide Cassani       | Panasonic                |
| 1993 | Maurizio Fondriest | Johan Museeuw    | Maximilian Sciandri  | GB-MG Maglificio         |
| 1994 | Gianluca Bortolami | Johan Museeuw    | Andrei Txmil         | GB-MG Maglificio         |
| 1995 | Johan Museeuw      | Andrei Txmil     | Mauro Gianetti       | Mapei-GB                 |
| 1996 | Johan Museeuw      | Andrea Ferrigato | Michele Bartoli      | Mapei-GB                 |
| 1997 | Michele Bartoli    | Rolf Sørensen    | Andrea Tafi          | FDJ                      |
| 1998 | Michele Bartoli    | Leon van Bon     | Andrea Tafi          | Mapei-Bricobi            |
| 1999 | Andrei Txmil       | Michael Boogerd  | Frank Vandenbroucke  | Rabobank                 |
| 2000 | Erik Zabel         | Andrei Txmil     | Francesco Casagrande | Mapei-Quick Step         |
| 2001 | Erik Dekker        | Erik Zabel       | Romāns Vainšteins    | Rabobank                 |
| 2002 | Paolo Bettini      | Johan Museeuw    | Michele Bartoli      | Mapei-Quick Step         |
| 2003 | Paolo Bettini      | Michael Boogerd  | Peter Van Petegem    | Saeco Macchine per Caffè |
| 2004 | Paolo Bettini      | Davide Rebellin  | Óscar Freire         | T-Mobile                 |